# 2 листопада
2 листопада — 306-й день року (307-й у високосні роки) у григоріанському календарі. До кінця року залишається 59 днів.

## Свята і пам'ятні дні

### Міжнародні
- ООН: Міжнародний день припинення безкарності за злочини проти журналістів. (2013)

### Національні
- Болівія,  Гватемала,  Гондурас,  Сальвадор:  День мертвих.

### Релігійні
- Вшанування пам'яті всіх померлих в католицькій церкві

Православ'я:
- Мучеників Акиндина, Пигасія, Афонія, Елпідофора, Анемподиста та інших з ними.
- Преподобного Маркіана Киринейського.

## Іменини
✙ Православні: Маркіян.
✝  Католицькі:

## Події
- 1708 — руйнування московським військом Батурина, Батуринська трагедія.
- 1721 — Сенат надав Петру I титул імператора.
- 1833 — засновано Київський університет.
- 1848 — «Весна народів»: після обстрілу австрійською артилерією повсталі поляки у Львові капітулювали.
- 1894 — На російський престол зійшов Микола II.
- 1914 — Французька республіка, Велика Британія і Російська імперія оголосили війну Османській імперії.
- 1921 — рейдувальна Подільська група Армії УНР, очолювана Михайлом Палієм-Сидорянським, під Семенівкою дала бій частинам большевицьких військ, що її переслідували.
- 1938 — Угорське королівство захопило південні частини Словаччини і Карпатської України.
- 2000 — у лісі під Таращею знайдене тіло журналіста Георгія Ґонґадзе, який зник ще 16 вересня.
- 2015 — представлено проєкт Semantic Scholar, дослідницький та пошуковий інструмент для наукової літератури на основі штучного інтелекту.

## Народились
Дивись також Категорія:Народились 2 листопада
- 69 до н. е. — Клеопатра, цариця Єгипту.
- 1699 — Жан Батист Сімеон Шарден, французький живописець доби просвітництва, представник реалізму. Малював жанрові композиції, натюрморти, декілька портретів. Більшість його картин зберігаються у Луврі.
- 1752 — Андрій Розумовський, граф, пізніше князь, дипломат, син останнього гетьмана України Кирила Розумовського.
- 1755 — Марія-Антуанетта, королева Франції (1770—93).
- 1795 — Джеймс Нокс Полк, 11 президент США (1845-1849)
- 1815 — Джордж Буль, британський математик, засновник формальної логіки.
- 1865 — Воррен Гардінг, 29-й президент США (1921—23).
- 1878 — Антін Манастирський, український художник-живописець і графік. Батько Вітольда Манастирського.
- 1884 — Олександр Білецький, український літературознавець. Батько Андрія і Платона Білецьких.
- 1902 — Сергій Лебедєв, український математик, електротехнік, розробник перших радянських ЕОМ.
- 1906 — Данило Андреєв, письменник, автор філософської книги «Роза світу». Син відомого письменника Леоніда Андреєва і внучатої племінниці Тараса Шевченка Олександри Велігорської.
- 1911 — Одіссеас Елітіс, грецький поет, лауреат Нобелівської премії з літератури 1979 року. Представник романтичного модернізму.
- 1964 — Олена Пахольчик, українська яхтсменка, дворазова бронзова призерка Олімпійських ігор.
- 1973 — Діна Міфтахутдінова, українська веслувальниця, срібна призерка Олімпійських ігор.
- 2000 — Альфонсо Дейвіс, канадський футболіст

## Померли
Дивись також Категорія:Померли 2 листопада
- 1914 — Віталій Хвойка, український археолог чеського походження, першовідкривач трипільської та черняхівської археологічних культур.
- 1950 — Бернард Шоу, ірландський драматург і публіцист, лауреат Нобелівської премії з літератури за 1925
- 1966 — Петер Дебай, нідерландський фізико-хімик, лауреат Нобелівської премії.
- 1975 — П'єр Паоло Пазоліні, італійський письменник, сценарист, кінорежисер.
- 1983 — Гаврило Глюк, український живописець (*1912).
- 1985 — Володимир Кубійович, український вчений-енциклопедист, головний редактор «Енциклопедії українознавства».
- 2019 — Марі Лафоре, французька співачка та акторка.
- 2022 — Тарас Чайка, офіцер Збройних Сил України, учасник російсько-української війни, Герой України (посмертно).